# Плезант-Гілл (округ Полк, Техас)
Плезант-Гілл (англ. Pleasant Hill) — переписна місцевість (CDP) в США, в окрузі Полк штату Техас. Населення — 610 осіб (2020).

## Географія
Плезант-Гілл розташований за координатами 31°0′8″ пн. ш. 94°47′31″ зх. д. / 31.00222° пн. ш. 94.79194° зх. д. (31.002272, -94.792074). За даними Бюро перепису населення США в 2010 році переписна місцевість мала площу 6,88 км², з яких 6,86 км² — суходіл та 0,02 км² — водойми.

## Демографія
Згідно з переписом 2010 року, у переписній місцевості мешкали 522 особи в 166 домогосподарствах у складі 123 родин. Густота населення становила 76 осіб/км². Було 205 помешкань (30/км²). 
Расовий склад населення:
| - 57,1 % — білих - 5,0 % — чорних або афроамериканців - 0,6 % — азіатів - 35,1 % — осіб інших рас |

До двох чи більше рас належало 2,3 %. Іспаномовні становили 55,4 % усіх жителів.
За віковим діапазоном населення розподілялося таким чином: 33,0 % — особи молодші 18 років, 59,1 % — особи у віці 18—64 років, 7,9 % — особи у віці 65 років та старші. Медіана віку мешканця становила 30,6 року. На 100 осіб жіночої статі у переписній місцевості припадало 115,7 чоловіків; на 100 жінок у віці від 18 років та старших — 113,4 чоловіків також старших 18 років.
Середній дохід на одне домашнє господарство становив 56 727 доларів США (медіана — 53 382), а середній дохід на одну сім'ю — 53 847 доларів (медіана — 53 382). За межею бідності перебувало 21,6 % осіб, у тому числі 20,3 % дітей у віці до 18 років та 0,0 % осіб у віці 65 років та старших.
Цивільне працевлаштоване населення становило 165 осіб. Основні галузі зайнятості: виробництво — 24,8 %, мистецтво, розваги та відпочинок — 20,0 %, роздрібна торгівля — 16,4 %.